# Chalchihuapan
Chalchihuapan är en ort i Mexiko.   Den ligger i kommunen Tenancingo och delstaten Mexiko, i den sydöstra delen av landet, 70 km sydväst om huvudstaden Mexico City. Chalchihuapan ligger 2 060 meter över havet och antalet invånare är 1 379.
Terrängen runt Chalchihuapan är lite bergig. Runt Chalchihuapan är det tätbefolkat, med 550 invånare per kvadratkilometer. Närmaste större samhälle är Tenango de Arista, 14,2 km norr om Chalchihuapan. Omgivningarna runt Chalchihuapan är en mosaik av jordbruksmark och naturlig växtlighet.